# غواصة يو-115
يو-115 هي غواصة تابعة للإمبراطورية الألمانية. في 20 أكتوبر 1918 تم الإبلاغ من الشركة المصنعة لن تكون جاهزًة للتسليم حتى ربيع عام 1919. ومع ذلك، فقد تم طلب 14 غواصة إضافيًة من فئتها في 29 يونيو 1918 ليتم تسليمها في عام 1919.